# 랴오원이

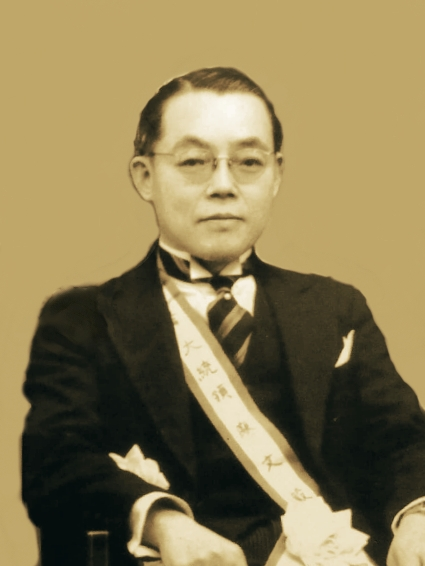

료문의(중국어: 廖文毅, 병음: Liào Wényì 랴오원이[*]: 1910년 3월 22일-1986년 5월 9일)는 대만의 정치인이다. 대만독립운동의 선구자로, 대만공화국 임시정부의 지도자였다.
대만일치시기 윈린현 출신. 본명은 료온의(중국어: 廖温義, 병음: Liào Wēnyì)였다. 1936년에서 1939년까지 중화민국 절강성 절강대학에서 교수를 지내면서 타이완 총독부의 요시찰 대상이 되었다. 1941년 진주만 공격으로 일본이 대미개전하면서 특별고등경찰의 감시가 엄격해지자 다시 중국으로 건너갔다.
1945년 일본이 패망하자 대만으로 귀국, 대만을 영토로 편입한 중화민국 남경국민정부의 대만통치기관에 재직했다. 그러나 일제하에서 대만인이 받은 각종 차별대우가 민국 통치하에서도 변함없자 대만인의 자치를 요구하게 되었다. 그 후 2·28 사건을 겪고 홍콩으로 망명해 사설홍과 대만재해방연맹을 창설했다. 1950년에는 일본으로 건너가 대만독립당을 창당, 대만의 앞날을 결정하는 공민투표를 실시할 것을 요구했다. 1955년 대만공화국 임시정부를 수립하고 그 대통령을 맡는 동시에 정부기관지로 『대만민보』를 창간했다.
그러나 결국 국부천대 이후 대만으로 건너온 중화민국 정부의 압력에 굴복하여 1965년 5월 14일 대만독립운동 포기성명을 발표하고 대만에 귀향했다. 동년 6월 장개석의 특사를 받아 12월 국민당 정부의 직무를 부여받았지만, 1986년 사망할 때까지 항상 국민당 정부의 감시하에 놓였다.